# Kumla distrikt, Västmanland
Kumla distrikt är ett distrikt i Sala kommun och Västmanlands län. Distriktet ligger omkring Ransta i nordöstra Västmanland och gränsar till Uppland. 

## Tidigare administrativ tillhörighet
Distriktet inrättades 2016 och utgörs av Kumla socken i Sala kommun.
Området motsvarar den omfattning Kumla församling hade vid årsskiftet 1999/2000. 

## Tätorter och småorter
I Kumla distrikt finns en tätort och två småorter.

### Tätorter
- Ransta

### Småorter
- Kumla kyrkby
- Vad